# Desperate Characters
Pour plus de détails, voir Fiche technique et Distribution.
Desperate Characters est un film américain réalisé par Frank D. Gilroy et sorti en 1971.

## Synopsis
À New York, la vie quotidienne de Sophie et Otto Bentwood, un couple de bourgeois sans enfant, est profondément perturbée par la désagrégation de leur relation amoureuse et par leur confrontation à la violence urbaine grandissante. 

## Fiche technique
- Titre : Desperate Characters
- Titre original : Desperate Characters
- Réalisation : Frank D. Gilroy
- Scénario : Frank D. Gilroy d’après le roman éponyme de Paula Fox (1970)
- Dialogues : Frank D. Gilroy
- Musique : Ron Carter, Lee Konitz, James Hall,
- Direction de la photographie : Urs Furrer
- Décors : Edgar Lansbury
- Costumes : Sally Gifft
- Montage : Robert Q. Lovett
- Pays d'origine :  États-Unis
- Langue de tournage : anglais
- Tournage extérieur : New York
- Production : Frank D. Gilroy, Paul Leaf
- Sociétés de production : Incorporated Television Company (ITC), TDJ Productions Inc.
- Société de distribution : ITC Films
- Format : couleur par Eastmancolor — monophonique — 35 mm
- Genre : drame
- Durée : 97 min
- Date de sortie : juin 1971 à la Berlinale  Allemagne

## Distribution
- Shirley MacLaine : Sophie Bentwood
- Kenneth Mars : Otto Bentwood
- Sada Thompson : Claire
- Jack Somack : Leon
- Gerald S. O'Loughlin : Charlie
- Chris Gampel : Mike Holstein
- Mary Alan Hokanson : Flo Holstein
- Robert Bauer : le jeune homme
- Carol Kane : la jeune fille
- Michael Higgins : Francis Early
- Rose Gregorio : Ruth
- Michael McAloney : le narrateur

## Distinctions
- Berlinale 1971 : 
  - Ours d'argent de la meilleure actrice à Shirley MacLaine (ex aequo avec Simone Signoret).
  - Ours d'argent du meilleur scénario à Frank D. Gilroy.

## Autour du film
- Inédit en France.